# Nova (série de televisão)
Nova (estilizado NOVΛ) é um programa de televisão estadunidense produzido pela WGBH desde 1974. É transmitido pela PBS nos EUA e em mais de 100 outros países. Os programas da Nova são elogiados por seu ritmo, roteiro e edição.